# Burg Apenburg
Die Burg Apenburg, auch Groß Apenburg oder Alte Burg genannt, ist die Ruine einer Niederungsburg (Sumpfburg) 70 Meter südlich des Fleckens Apenburg im Altmarkkreis Salzwedel in Sachsen-Anhalt. Im örtlichen Denkmalverzeichnis ist die Burgruine unter der Erfassungsnummer 094 30524 als Baudenkmal verzeichnet.

## Geschichte
Der Bau der ersten Burganlage, Burg Apenborch, muss um das Jahr 1000 errichtet worden sein und lag etwa 100 Meter weiter westlich. Sie gehörte dem Adelsgeschlecht von Apenborch und wurde 1343 mit der Siedlung zerstört.
Die Burg Apenburg ist die zweite Burganlage, die zur Sicherung des Purnitzpasses für die Straßen Salzwedel–Gardelegen bzw. Braunschweig–Osterburg angelegt wurde.
Die Burg wurde im 13. Jahrhundert etwa zeitgleich mit der Entstehung der Stadt erbaut, und am 9. Juni 1351 belehnte Markgraf Ludwig die Familie von der Schulenburg mit Burg und Stadt. Diese waren seit 1204 auf der westlich benachbarten Burg Beetzendorf ansässig. Der Bau der Apenburg wurde 1363 vollendet. Die Stadt erhielt eine aus Wall, Graben und zwei Toren bestehende Befestigung, die aber zum Ende des Mittelalters bereits wieder verschwunden war. Im Jahr 1550 galt die Burganlage als baufällig. Der komplette Komplex wurde von 1572 bis 1584 renoviert. Danach verfiel die Anlage wieder. Der Gutsbetrieb wurde an einen neuen Standort nördlich der Kirche verlegt, dort entstand das Herrenhaus Apenburg, das bis 1945 Sitz der Familie von der Schulenburg blieb und seit Anfang der 1990er Jahre wieder Mittelpunkt eines Gutsbetriebes des Familie ist. 
1840 bis 1841 trug man einige baufällige Gebäude auf dem Burgareal ab. Im Zuge dessen wurde der Bergfried zu einem Aussichtsturm umgebaut. 1848 wurden die Burgwälle eingeebnet und der Burggraben zugeschüttet. Im Park entstand ab 1860 die Erbbegräbnisstätte derer von der Schulenburg und an der Ostmauer errichtete man die kleine neugotische Gedächtniskapelle.

## Anlage

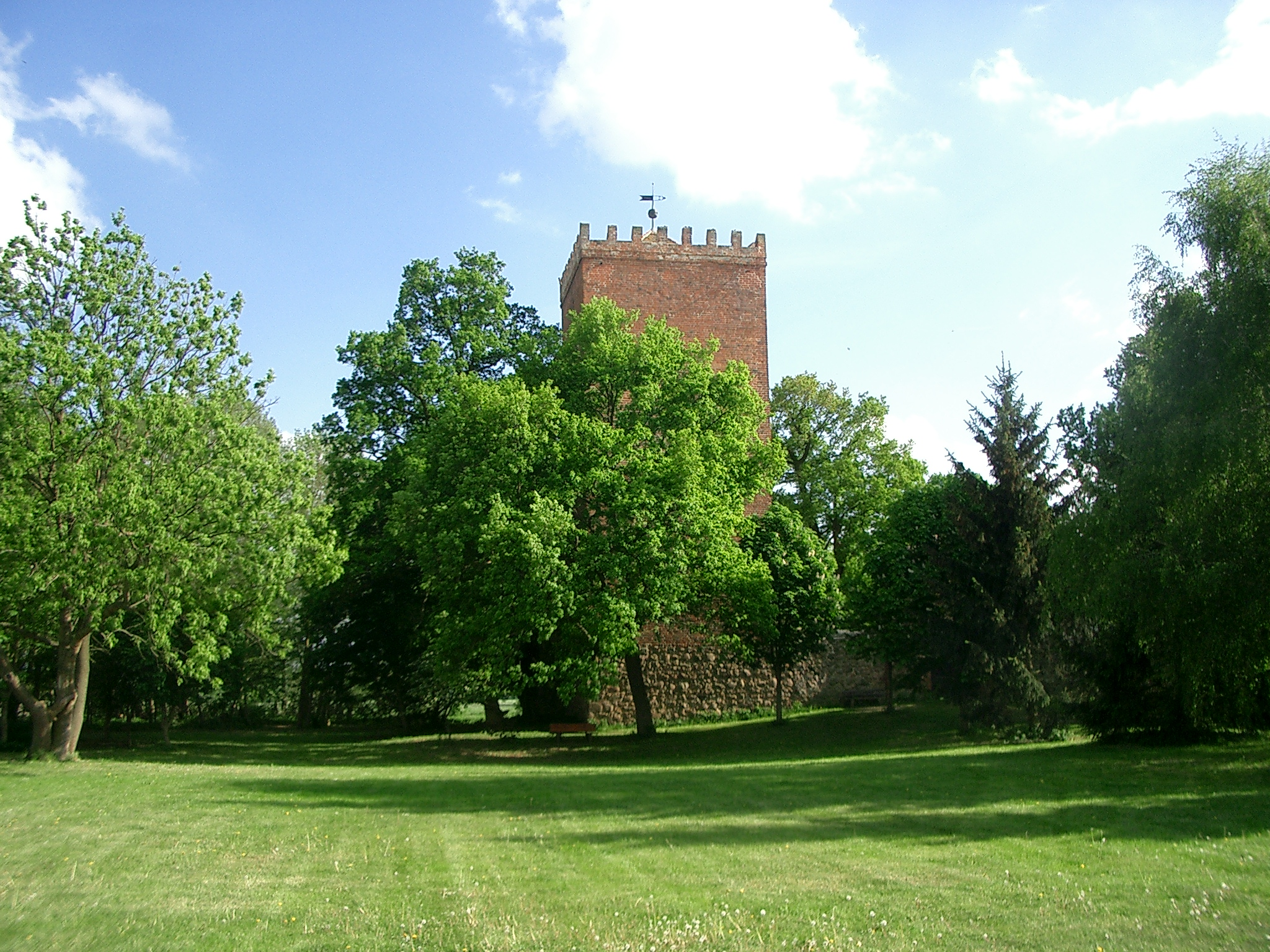
Burganlage

Die in einem Sumpfgelände auf einem künstlichen Hügel errichtete und von Graben und Wall geschützte Burg war von einer sechs Meter hohen Mauer umgeben, wobei Reste (Bruchziegel) der früheren Burg und Kirche verwendet wurden. Das Areal der Burg umfasste 2000 m².
Neben dem Bergfried verfügte die Burg über einen 25 Meter langen dreistöckigen Palas an der Ostseite, einen Wehrgang auf der Südseite und Wirtschaftsgebäuden auf der Westseite sowie einem Torgebäude an der Nordseite.
1572 wurde die Burg erneuert und 1584 der Bergfried neu erbaut, dabei wurde die Grundfläche auf die heutige Ausdehnung reduziert. Der Bergfried wurde von der ursprünglichen Höhe von 11 Metern auf die jetzige Höhe von 25 Metern gebracht und mit Zinnen und Turmdach versehen. Der Bergfried war ursprünglich nur über das Schloss betretbar.
Von der ehemaligen Burganlage sind noch der Bergfried in der Nordostecke der Anlage, das spitzbogige Einfahrtstor an der Nordseite und Umfassungsmauern erhalten.